# EM i håndbold 2026 (kvinder)
|  | Denne artikel indeholder information om en fremtidig sportsbegivenhed Der kan forekomme spekulativ information, og indholdet kan ændres dramatisk når arrangementet nærmer sig og mere information bliver tilgængelig. |

Europamesterskabet i håndbold for kvinder 2026 bliver den 17. udgave af EM i håndbold for kvinder arrangeret af European Handball Federation. Slutrunden afholdes i Polen, Rumænien, Slovakiet, Tjekkiet og Tyrkiet. Slutrunden skulle oprindeligt spilles i Rusland, Men på grund af krigen i Ukraine blev Rusland frataget værtsrettighederne den 4. juli 2023.
Sverige samt et fælles bud fra Danmark og Norge havde også vist interesse for at afholde slutrunden.